# Вэнс, Эшли
Эшли Вэнс (род. 1977) — американский журналист, писатель и кинематографист. Он является автором биографии Илона Маска под названием «Илон Маск: Tesla, SpaceX и путь к невероятному будущему», опубликованной в мае 2015 года.

## Ранние годы и образование
Эшли Вэнс родился в 1977 году в Южной Африке. Он окончил Помонский колледж в 2000 году.

## Карьера
С марта 2003 года по август 2008 года Вэнс работал для The Register. Затем в сентябре 2008 года он перешёл в The New York Times, а в январе 2011 года — в Bloomberg Businessweek.
Работая в The Register, Вэнс освещал деятельность таких компаний, как IBM, HP, Intel и Dell, а также писал о роботах, сигвеях и языке программирования R.
В 2007 году он опубликовал книгу Geek Silicon Valley, посвящённую истории Кремниевой долины. Его статьи также публиковались в The Economist, Chicago Tribune, CNN.com, The Globe and Mail, International Herald Tribune и CNET.
Вэнс вёл подкаст Semi-Coherent Computing в 2007—2008 годах, в котором обсуждал корпоративные вопросы применительльно к айти-среде и брал интервью у экспертов.
В 2015 году Вэнс запустил видеосериал Hello World для Bloomberg, посвящённый технологическим тенденциям в разных странах. Сериал был номинирован на премию «Эмми» в 2016 году.
В мае 2023 года он опубликовал книгу When the Heavens Went on Sale, посвящённую коммерческому освоению космоса.
Эшли Вэнс живёт в Калифорнии с женой Мелиндой и двумя детьми.